# Straßenbahn Rengo
Die Straßenbahn Rengo war ein Straßenbahnsystem in der gleichnamigen Stadt Rengo in Chile, das zwischen 1872 und 1927 existierte.

## Geschichte

### Pferdebahnen

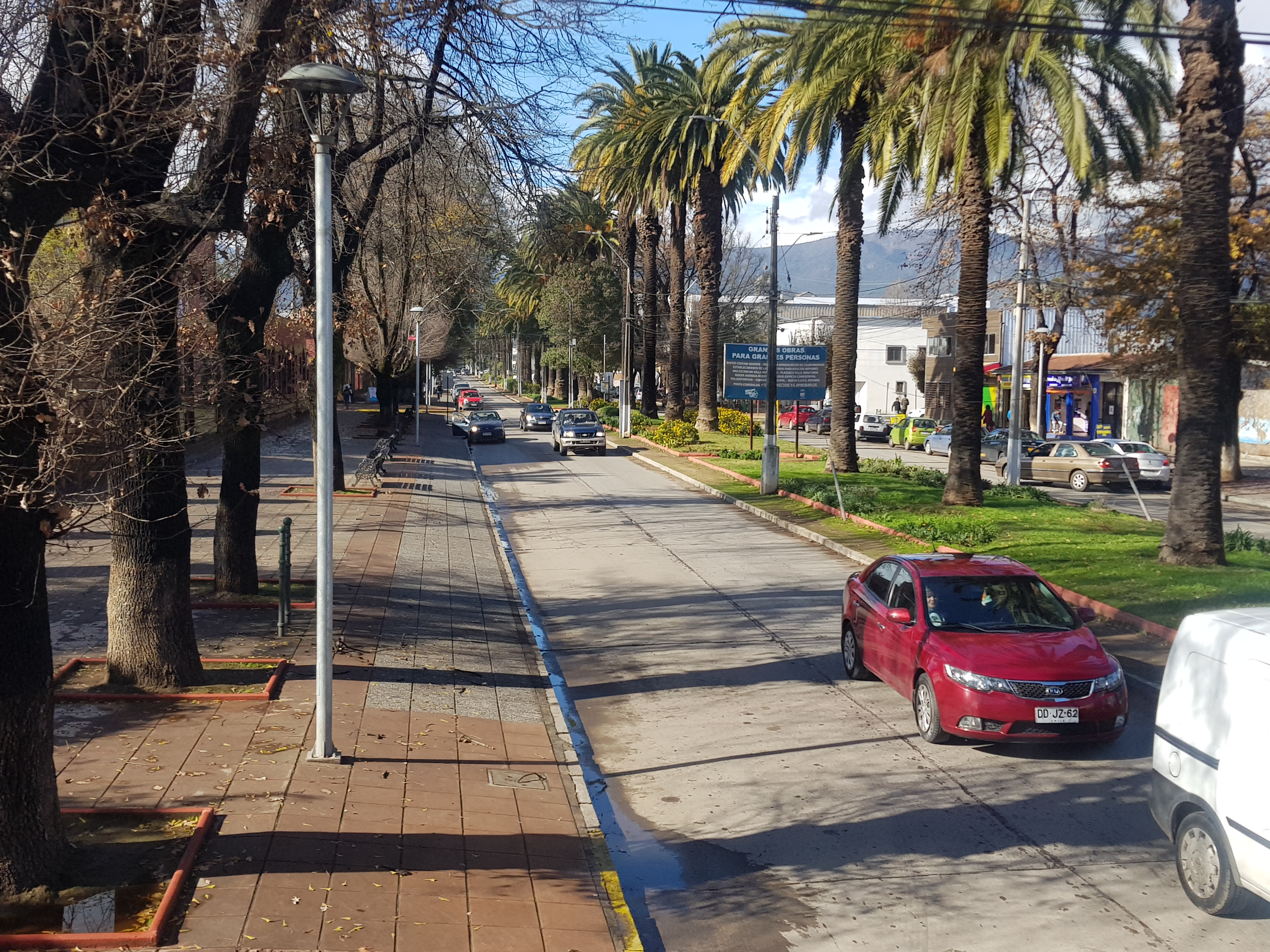
Avenida José Bisquert, eine der Straßen, auf denen die Straßenbahnen von Rengo verkehrten.

Allen Morrison gibt an, dass der Pferdebahnbetrieb – also durch Zugtiere betriebene Straßenbahnen – in Rengo im Jahr 1872 begann, obwohl es andere Aufzeichnungen gibt – wie beispielsweise die Estadística anual de la República de Chile –, die den Beginn dieses Verkehrsmittels auf das Jahr 1885 datieren. Die Strecke der ursprünglich als „Ferrocarril Urbano de Rengo“ bezeichneten Firma begann an der Kreuzung Tucapel und José Bisquert (in der Nähe des Bahnhofs Rengo), führte entlang der Avenida José Bisquert bis zur Arturo-Prat-Straße, bog dort nach Norden ab und verlief weiter bis zum als La Isla bekannten Gebiet – mit einer Gesamtlänge von 4,5 km.
Es gibt Unstimmigkeiten bezüglich der Spurweite, die die Pferdebahn in Rengo während ihres Betriebs aufwies. Verschiedene Quellen geben Spurweiten von 1100, 1200, 1470 und 1650 mm an. Das Kapital des „Ferrocarril Urbano de Rengo“ betrug im Jahr 1909 12.000 Pesos jener Zeit, und das Unternehmen beschäftigte 6 Männer.

### Elektrische Straßenbahnen
Am 18. April 1917 erhielt die Compañía Eléctrica Caupolicán die Konzession zur Elektrifizierung der Straßenbahnlinie, woraufhin am 2. Juni ein neues Unternehmen mit dem Namen „Compañía de Tranvías Eléctricos de Rengo“ gegründet wurde, das am 11. September von der Regierung offiziell anerkannt wurde. Der Vertrag zwischen dem Elektrizitätsunternehmen und der Stadtverwaltung von Rengo wurde am 2. Oktober desselben Jahres unterzeichnet und am 10. Dezember vom Senat genehmigt.
Für die Einrichtung des elektrischen Straßenbahnverkehrs erwarb das Unternehmen vier gebrauchte Personenwagen von der Compañía de Tranvías Anglo Argentina aus Buenos Aires, die von der St. Louis Car Co. in den USA gebaut worden waren. Der elektrische Straßenbahnbetrieb begann am 14. März 1918, und verschiedene Publikationen geben die Spurweite mit 1560 mm an. Im ersten Betriebsjahr wurden 130.567 Fahrgäste befördert.
Im Jahr 1919 belief sich das Kapital der „Compañía de Tranvías Eléctricos de Rengo“ auf 139.000 Pesos jener Zeit; das Unternehmen verfügte über vier Triebwagen und einen Anhänger für Fahrgäste. Im selben Jahr wurde das Unternehmen von der „Compañía General de Electricidad Industrial“ (CGEI) übernommen, und ab 1920 wurde der Betrieb zunehmend instabil. 1923 verursachte eine Überschwemmung Schäden an den Gleisen, woraufhin der Betrieb eingestellt wurde. Die elektrischen Straßenbahnwagen wurden an das Unternehmen verkauft, das die Straßenbahn Talca betrieb.
Später wurden benzinbetriebene Straßenbahnen eingesetzt, die vermutlich bis 1927 verkehrten; am 27. August 1926 hatte die chilenische Regierung der Stadtverwaltung von Rengo die Erlaubnis erteilt, die Straßenbahnlinie abzubauen.